# Ivan Devčić (hrvatski književnik)
Ivan Devčić (1857. – 1908.), hrvatski je učitelj, povijesni pisac, pripovjedač, i publicist. Rodom je iz Smiljana.